# Mile Ilić
Mile Ilić (nacido el 2 de junio de 1984 en Tuzla, Bosnia Herzegovina) es un exjugador serbio de baloncesto.

## Carrera

### Serbia
Ilic debutó con el BC Reflex, ganando la Copa Nacional de Serbia & Montenegro en su primera temporada, promediando 1.3 puntos y 0.7 rebotes en la YUBA League, y 1.7 puntos y 1 rebote en la Copa ULEB. En su segunda temporada en el Reflex, continuó teniendo minutos muy limitados en cancha, firmando números de 3.1 puntos y 0.9 en la liga Adriática. En la 2004-05 se confió más en él, jugando 15.7 minutos de juego y promediando 7.3 puntos y 3.4 rebotes por partido. 
Tras pasar toda su carrera europea en el BC Reflex, se declaró elegible para el Draft de la NBA de 2005.

### NBA
Fue seleccionado por New Jersey Nets en la 43.ª posición, firmando con el equipo el 13 de septiembre de 2006. El 26 de febrero de 2007, los Nets asignaron a Ilic a Colorado 14ers, equipo afiliado de New Jersey en la D-League. Ilic es el primer jugador que los Nets asignan a un equipo de la D-League. En Colorado jugó 9 partidos, 6 como titular, y sus promedios fueron de 5.2 puntos y 4 rebotes en 16,7 minutos de juego.

### Europa
El 4 de marzo de 2008 fue presentado por el Club Basket Bilbao Berri de la liga ACB, para jugar con el equipo bilbaíno hasta el final de temporada, dadas las numerosas lesiones en el juego interior. Posteriormente fichó por el CB Sevilla y actualmente juega en el Estrella Roja de Belgrado.